# Paige (pankrátor)

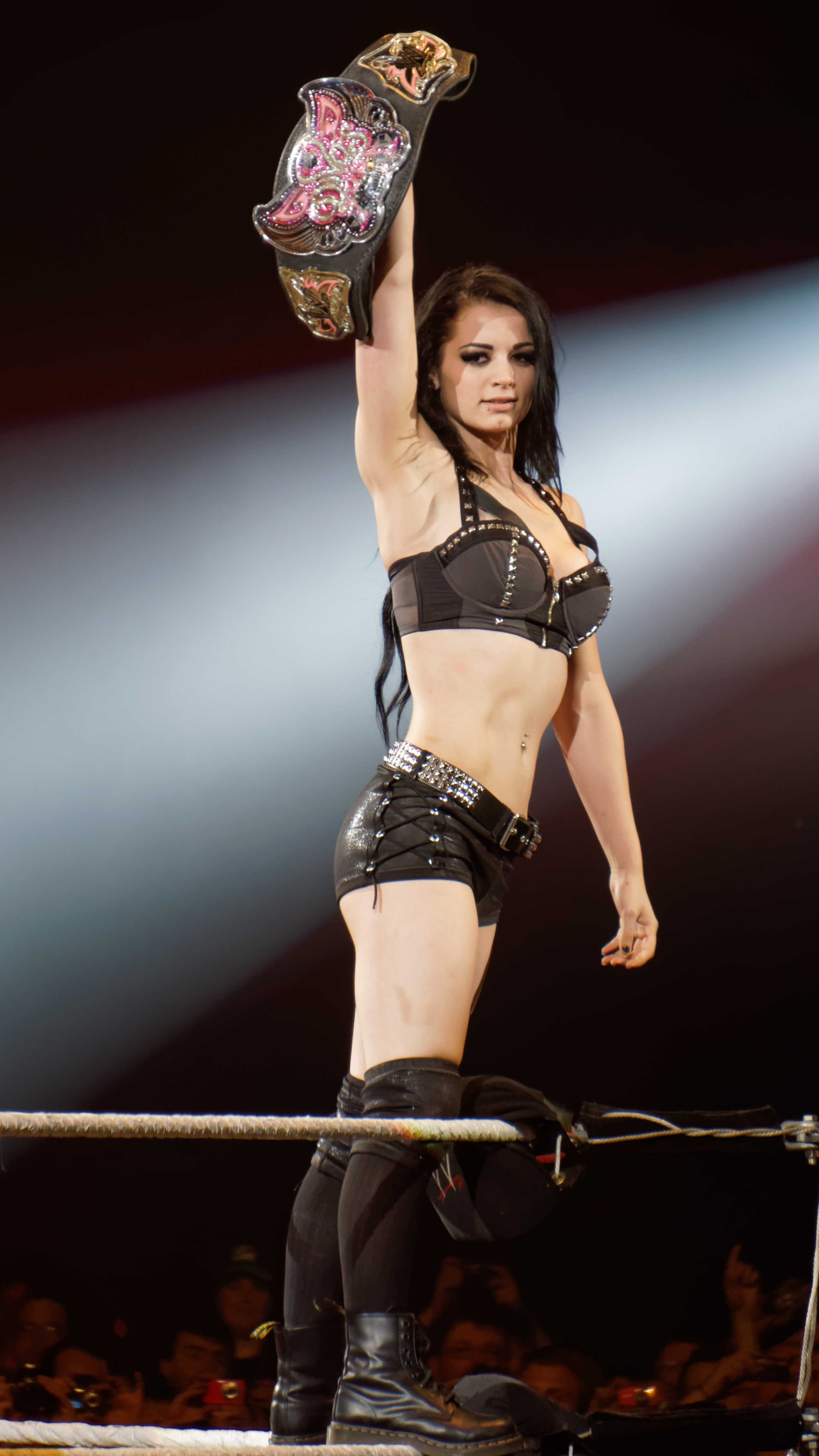
WWE Díva bajnok, 2014

Saraya-Jade Bevis, ismertebb nevén Paige (1992. augusztus 17. –) angol pankrátor és színésznő. Jelenleg az AEW-val áll szerződésben; ringneve Saraya.
Ő volt az egyetlen ember, aki az NXT női bajnoki és a WWE Díva bajnoki övet egyidejűleg birtokolta. NXT női bajnoki uralma 308 nap után ért véget, amely a leghosszabb uralkodás az NXT történelmében. 2014-ben Paige #1 helyet kapott a Pro Wrestling Illustrated Top 50 nő rangsorolásán, valamint az év dívája lett.
A WWE Díva bajnoki övet kétszer, az NXT női bajnoki övet egyszer nyerte meg karrierje során; ezen kívül pedig 11 bajnoki címet szerzett különböző szervezeteknél, többek között a WAWW-nél, a GSW-nél, az SCW-nél, a PWF-nél, az RDW-nél és az RQW-nél.
2018. április 10-től Ő a SmackDown új vezérigazgatója.

## Eredményei
German Stampede Wrestling
- GSW Ladies Championship (1x)

Herts & Essex Wrestling
- HEW Women's Championship (2x)

Premier Wrestling Federation
- PWF Ladies Tag Team Championship (1x) – Csapattársa: Sweet Saraya

Pro-Wrestling: EVE
- Pro-Wrestling: EVE Championship (1x)

Pro Wrestling Illustrated
- PWI rank: Paige 1. a legjobb 50 női egyéni birkózó között, a PWI Nő Top 50 kategóriájában, 2014-ben.

Real Deal Wrestling
- RDW Women's Championship (1x)

Real Quality Wrestling
- RQW Women's Championship (1x)

Rolling Stone
- Az Év Dívája (Diva of the Year) (2014)

Swiss Championship Wrestling
- SCW Ladies Championship (1x)

World Association of Women's Wrestling
- WAWW British Ladies Championship (1x)
- WAWW British Tag Team Championship (1x) – Csapattársa: Melodi
- WAWW Ladies Hardcore Championship (1x)

Wrestling Observer Newsletter
- Legrosszabb Feud az évben (2015) - Team PCB vs. Team B.A.D. vs. Team Bella

WWE NXT
- NXT Women's Championship (1x)

WWE
- WWE Divas Championship (2x)
  - 2014. április 7.: Legyőzte AJ Lee-t a RAW-on.
  - 2014. augusztus. 17.: Legyőzte AJ Lee-t a SummerSlam-en.

## Bevonuló zenéi
- Linkin Park - "Faint" (Shimmer)
- George Gabriel - "Smashed in the Face" (FCW/NXT; 2012. március 19. – 2014. február 26.)
- CFO$ - "Stars in the Night" (NXT/WWE; 2014. február 27. –2022.)
- Falling In Reverse - "Zombified" (AEW; 2022. szeptember 21. -napjainkig)

## Magánélete
Bevis része egy profi birkózó családnak: szülei, Julia Hamer-Bevis és Ian Bevis, és az ő bátyja, Roy Bevis és Zak Frary mind profi birkózók voltak. Az anyja tulajdonosa és üzemeltetője Bellatrix női harcosok szervezetnek, melynek székhelye Norwich-ban van. Bevis kedvenc birkózói: Bull Nakano, Alundra Blayze, Lita, Rikisi és Stone Cold Steve Austin. Bevis gerincferdülésben szenved. 2016. május közepén egy internetes képről kiderült, hogy Paige egy WWE pankrátorral, Alberto Del Rio-val jár; de ez a kapcsolat 2017 végén megszakadt. Jelenleg Ronnie Radke-val, a Falling in Reverse énekesével jár. 2019-es amerikai-angol életrajzi-vígjáték, a Családi bunyó Paige karrierjét mutatja be.

## Fordítás
Ez a szócikk részben vagy egészben  a   Paige_(wrestler) című angol Wikipédia-szócikk fordításán alapul.  Az eredeti cikk szerkesztőit annak laptörténete sorolja fel. Ez a jelzés csupán a megfogalmazás eredetét és a szerzői jogokat jelzi, nem szolgál a cikkben szereplő információk forrásmegjelöléseként.